# The Joker: Devil’s Advocate
A The Joker: Devil's Advocate amerikai képregény, melyet Chuck Dixon írt és Graham Nolan rajzolt, a DC Comics adta ki 1996-ban. A történet középpontjában Joker és Batman áll, azonban egyéb, Batmant segítő személyek is felbukkannak benne, mint például Robin, James Gordon, Barbara Gordon és Alfred Pennyworth.

## Cselekmény
Az Egyesült Államok Postaszolgálata bélyegeket állít ki az ország legismertebb humoristáiról. Joker, miután megtudja, hogy róla nem készítettek ilyen bélyeget, vandalizmusba kezd a postánál. Mindeközben halálesetek történnek szerte a városban, miután az áldozatok megnyalták a bélyegek hátsó oldalát, mind Joker szerű vigyorral az arcukon halt meg. Batman és Robin ismét elkapják Jokert, aki eközben továbbra is postákat rabol ki. 
A bíróság tetteiért bűnösnek találja, majd halálra ítéli. Joker azonban ártatlannak mondja magát, mondván, hogy egy olyan bűnöző, mint ő, sokkal okosabban tevékenykedik. Az egyetlen személy, aki hisz neki, az ellensége, Batman, aki elkezd nyomozni az ügyön. Mindeközben Joker kivégzése igazi eseménnyé növi ki magát és mikor az őrült bohóc megtudja, hogy minden lap róla ír, elkezd lelkesedni. Mindeközben Batman rájön, hogy a valódi gyilkos egy, a bélyegeket tároló cégnél dolgozik és a bélyegeket Joker méreggel vonta be. Az őrült gyilkos mindent bevall a rendőrségnek, így Jokert a kivégzése előtt néhány másodperccel sikerül megmenteni. A képregény végénél Joker nagyban örül életének, mely örömének Batman vet véget, aki meglátogatja és elmondja neki, hogy csak miatta van még életben.

## Külső hivatkozás
- Review of The Joker: Devil's Advocate at IGN